# Mayridia helleni
Mayridia helleni är en stekelart som beskrevs av Trjapitzin 1989. Mayridia helleni ingår i släktet Mayridia och familjen sköldlussteklar.
Artens utbredningsområde är Finland. Inga underarter finns listade i Catalogue of Life.